# Agnès de Garlande
Pour les articles homonymes, voir Garlande et famille de Garlande.
Agnès de Garlande (née vers 1112 et morte vers 1143), comtesse de Rochefort, dame de Gournay et de Gometz était la fille unique et héritière d'Anseau de Garlande, sénéchal de France et de Béatrice de Montlhéry. Elle est la fondatrice de Port-Royal des Champs.

## Biographie
Mariée en 1120 à Amaury III, seigneur de Montfort-l'Amaury, Agnès de Garlande eut pour enfants issus de ce mariage :
- Amaury IV de Montfort-l'Amaury ;
- Simon III de Montfort-l'Amaury ;
- une fille, Agnès de Montfort, dame de Gournay et de Rochefort qui a épousé en 1141 Galéran IV, comte de Meulan.

Dans son Histoire généalogique de la Maison de Dreux, André du Chesne estime qu'elle s'est remariée à Robert Ier, comte de Dreux et cinquième fils de Louis VI le Gros, roi de France, et d'Adélaïde de Savoie. Il se base sur une charte de Philippe II Auguste de 1184 qui confirme la donation de terres faites par Robert, comte de Dreux et de Montfort, en faveur de l'abbaye Notre-Dame de Colombs, près de Nogent sur les indications du testament de Simon de Dreux. Du Chesne en conclut que Robert de Dreux n'a pu acquérir ce titre de comte de Montfort que par mariage, en épousant la veuve d'un comte de Montfort, et que ce Simon de Montfort serait leur fils, mort prématurément.
Mais cette hypothèse présente des faiblesses. Amaury III était comte d'Évreux et seigneur de Montfort, et non comte de Montfort, et sa veuve aurait du mal à apporter un titre qui n'existait pas. Agnès de Garlande, née probablement entre 1110 et 1115, aurait épousé un prince né vers 1125. Aussi l'hypothèse de du Chesne est prise avec beaucoup de réserves.
Elle reçut du roi Louis VI une partie des biens que ce dernier confisqua à Hugues de Crécy en 1118, à la suite de l'abominable crime qu'il commit contre l'oncle de cette dernière, Milon de Bray.